# جریان (فیلم ۲۰۲۴)
جریان (لتونیایی: Straume) فیلم پویانمایی ماجراجویی فانتزی محصول ۲۰۲۴ به کارگردانی گینتس زیلبالودیس و نویسندگی زیلبالودیس و ماتیس کازا است. این فیلمِ بدون دیالوگ، یک گربه، سگ، برگچه‌خوار و لمور دم‌حلقه‌ای را در دنیایی ظاهراً پساانسانی دنبال می‌کند که سعی می‌کنند با بالا رفتن چشمگیر سطح آب در اطرافشان زنده بمانند.
تولید این فیلم از سال ۲۰۱۹ آغاز شد و پنج سال و نیم به طول انجامید. ساخت پویانمایی با استفاده از نرم‌افزار آزاد و متن‌باز بلندر انجام شده است. این فیلم محصول مشترک لتونی، فرانسه و بلژیک است.
پس از نخستین نمایش در جشنواره فیلم کن ۲۰۲۴، این فیلم مورد تحسین منتقدان قرار گرفت و افتخارات متعددی از جمله جوایز بهترین فیلم پویانمایی در جوایز اسکار، گلدن گلوب، جوایز فیلم اروپا، حلقه منتقدان فیلم نیویورک، انجمن منتقدان فیلم لس آنجلس و هیئت ملی بازبینی را به خود اختصاص داد.